# Walther Kittel
Pour les articles homonymes, voir Kittel (homonymie).
Walther Kittel (1887-1971) est un Generalstabsarzt allemand de la Seconde Guerre mondiale. Après guerre, il fut membre du Conseil scientifique aux affaires sanitaires du ministère allemand de la défense, de 1963 à 1967.

## Biographie
Le professeur en médecine Walther Kittel naît le 20 mars 1887, à Metz, une ville de garnison animée de l'Alsace-Lorraine. Avec sa ceinture fortifiée, Metz est alors la première place forte du Reich allemand, constituant une véritable pépinière d'officiers supérieurs et généraux. Comme son compatriote Bernhard Möllers, Walther Kittel se tourne vers une carrière militaire. En 1905, Walther Kittel s’engage donc dans l'armée impériale allemande, avec l'intention de devenir médecin militaire. Walther Kittel suit les cours de l' Akademie-Kaiser-Wilhelm, une école de médecine militaire, à Berlin, où les futurs chirurgiens reçoivent une formation scientifique, militaire et sportive. Il y croise Gottfried Benn. En 1906, il devient membre du Pépinière-Corps (de) Suevo-Borussia. Kittel obtient son doctorat en médecine en 1912. Jusqu’en 1914, Walther Kittel sera détaché en tant que Oberarzt, médecin militaire, à l’Université de Göttingen.

### Première Guerre mondiale
Walther Kittel sert d'abord, comme Karl Süpfle, en tant que médecin militaire. Il est ensuite promu Stabsarzt, médecin principal, au cours de la guerre. Il dirige alors une compagnie médicale. 

### Entre-deux-guerres
Walther Kittel poursuit sa carrière militaire après l’Armistice de 1918. Il est promu au grade Generaloberarzt le 1er avril 1931 et Oberstarzt, médecin principal, le 1er janvier 1934. Le colonel Kittel poursuit sa carrière de médecin militaire, comme Generalarzt à partir du 1er janvier 1937, puis comme Generalstabsarzt, médecin général, le 1er octobre 1940. 

### Seconde Guerre mondiale
Affecté tout d’abord dans la 1re armée, le général Kittel est affecté ensuite dans la 12e armée le 22 décembre 1940, puis dans la 6e armée le 19 juin 1942. Médecin chef du Heeresgruppe Don, le Groupe d'armées Don, Walther Kittel reçoit la Croix allemande en argent, le 24 février 1943. Médecin chef du Groupe d'armées Sud à partir de mars 1943, le général Kittel est ré-affecté au Groupe d'armées Nord Ukraine en avril 1944, puis au Groupe d'armées A de septembre 1944 à janvier 1945, et enfin au Groupe d'armées Centre de janvier à mai 1945. Prisonnier de guerre le 8 mai 1945, le général Walther Kittel reste en captivité jusqu'en 1947.
Membre du Conseil scientifique aux affaires sanitaires du ministère allemand de la défense de 1963 à 1967, Walther Kittel s'éteignit le 11 novembre 1971, à Wiesbaden, en Allemagne.

## Distinctions militaires
- Ritterkreuz zum Kriegsverdienstkreuz mit Schwertern, le 4 juin 1944 (Generalstabsarzt und Heeresgruppenarzt Süd in der Quartiermeisterabteilung des Arbeitsstabes Don)
- Deutsches Kreuz, en argent, le 24 février 1943.
- Eisernes Kreuz 1914, IIe et Ire classes[5].
- Ritterkreuz des Kaiserlich und Königlich Österreichischen Franz-Joseph-Ordens, mit der Kriegsdekoration[5].
- Kaiserlich und königlich Österreich Ehrenzeichen vom Roten Kreuz, mit der Kriegsdekoration, IIe classe[5].
- Ehrenkreuz für Frontkämpfer.
- Dienstzeit in der Wehrmacht, IIe et Ire classes.
- Kriegsverdienstkreuz mit Schwertern, IIe et Ire classes.